# 군중 (영화)
《군중》(The Crowd)은 미국에서 제작된 킹 비더 감독의 1928년 드라마, 멜로/로맨스 영화이다. 엘리노어 보드먼 등이 주연으로 출연하였고 어빙 탈버그 등이 제작에 참여하였다.

## 출연

### 주연
- 엘리노어 보드먼
- 제임스 머리
- 버트 로치

### 조연
- 델 헨더슨
- 루시 보우몬트